# Caetés
Caetés es un municipio brasileño ubicado en el interior  de Pernambuco. Hasta 1938 la localidad se llamó «São Caetano». En 2005, el IBGE estimó su población en 26.386 habitantes. Caetés está formado por el distrito cabecera y por los poblados de Ponto Alegre, Atoleiro, Barriguda, Bastiões, Vila Araçá, Várzea Comprida, Várzea Suja y Queimada Grande. La ciudad es muy conocida en Brasil por ser la tierra natal del presidente Lula Da Silva.

## Población
- 26.386 habitantes.

## Geografía
- Altitud: 914 m s. n. m.
- Latitud: 08º 46' 00" S
- Longitud: 36º 37' 59" O

- Localización: agreste, microrregión Garanhuns, distancia 252 km de Recife.
- Área: 166 km²
- Suelo: arenoso y arcilloso
- Relevo: suave ondulado, con afloramiento de rocas
- Vegetación: caatinga hiperxerófila
- Precipitación pluviométrica media anual: 549,1 mm
- Meses lluviosos: mayo - junio
- Día de mercadillo: domingo
- Fecha de conmemoración de la emancipación política: 13 de diciembre

Santo patrón de las fiestas: Sao Caetano

## Personajes ilustres
- Luiz Inácio Lula da Silva, Presidente de Brasil (1945)